# عالي كهريزي
عالي كهريزي هي قرية في مقاطعة مشكين شهر، إيران. عدد سكان هذه القرية هو 121 في سنة 2006.